# Castèlrenc
Castèlrenc (en francès Castelreng) és un municipi del departament de l'Aude, a la regió d'Occitània. El 2018 tenia 208 habitants.
Des del 2008, l'alcalde és Hervé Garcia del Partit Socialista.